# 白井杏奈
白井 杏奈（しらい あんな、2004年2月24日 - ）は、日本の元ファッションモデル。埼玉県出身。レプロエンタテインメントに所属していた。

## 略歴
小学校6年生の時、友達の双子に誘われ、第19回ニコラモデルオーディションを受けることに決める。オーディション時の身長は応募資格ギリギリの150cmであった。二次審査の際、レピピアルマリオの白地に黒のストライプのノースリーブシャツにデニムの編み上げショートパンツ、ヒールのサンダルで受け、高嶋芙佳と中村里帆に出会う。最終審査にはしまむらの黒セーラートップスにZARAの赤いミニスカートで挑む。会場には鈴木美羽と塚本凪沙が応援に来ていた。そしてグランプリを受賞し、ニコラ専属モデルとなる。2019年上半期に行われたTNM(Top of nicola MODEL)と呼ばれる新時代ヒロインを選出する企画では、第8位と健闘する。nicola中に設けられている新ニコラ学園物語のうち、2020年2月号の「恋愛計画失敗 ～君が教えてくれたもの～」は、原作者、監督、出演者としてコーナーを彩った。
2022年3月25日、レプロエンタテインメントとの契約を終了し、芸能界を引退することを自身の公式Twitterで発表した。4月よりアパレル関係の仕事に就く予定。

## 人物
- 趣味はドラマ鑑賞[1]。
- 好きなものはポケモン[6]。
- 特技は料理・バスケットボール[1]。
- 前髪を着る頻度は、1ヶ月に1回、ヘアサロンか自分でカットしており、眉毛がギリギリ隠れる長さに調節[7]。
- 好きな夏歌は、ZONE secret base ~君がくれたもの~[8]。
- 憧れのニコモは、香音[9]。
- 2019年6月ごろから同学年の青井乃乃との頑張ろうLINEを始め、気持ちが上昇した[10]。
- 可愛く思っている後輩ニコモは池未来実、深尾あむ[11]。
- ニコモになってよかったことは、自分の名前がネット検索出てくること[要出典]。
- ニコモ時代はあまりモテていなかった模様[12]。

## 出演

### CM
- 明電舎（2021年10月6日 - ）[13][14]

### 書籍
- nicola （2015年11月号 - （2020年5月卒業）、新潮社） - 専属モデル